# Sam Ranzino
Samuel Salvador "Sam" Ranzino (Gary, Indiana, 21 de junio de 1927 - Winnabow, Carolina del Norte, 13 de marzo de 1994) fue un jugador de baloncesto estadounidense que disputó una temporada en la NBA. con 1,85 metros de altura, lo hacía en la posición de base.

## Trayectoria deportiva

### Universidad
Jugó durante cuatro temporadas con los Wolfpack de la Universidad Estatal de Carolina del Norte, en las que promedió 14,0 puntos por partido. En 1950 fue el mázximo anotador del Torneo de la NCAA, promediando 25,0 puntos por partido. Fue incluido en el mejor quinteto All-American en 1951 y en el segundo en 1950.

### Profesional
Fue elegido en la octava posición del Draft de la NBA de 1951 por Rochester Royals, donde solo disputó 39 partidos en su única temporada como profesional, promediando 2,2 puntos y 1,0 rebotes por partido.

## Estadísticas de su carrera en la NBA

### Temporada regular
| Año     | Equipo    | PJ | MPP | %TC  | %TL  | RPP | APP | PPP |
| ------- | --------- | -- | --- | ---- | ---- | --- | --- | --- |
| 1951-52 | Rochester | 51 | 6.6 | .260 | .621 | 1.5 | .6  | 1.3 |
| Total   | Total     | 51 | 6.6 | .260 | .621 | 1.5 | .6  | 1.3 |